# Rio de San Zulian
Il Rio de San Zulian, o Rio di San Giuliano, o  è un breve canale interno veneziano situato tra il sestiere di San Marco e il sestiere Castello. Collega il rio di Palazzo con il rio de la Fava e con essi definisce l'intero confine tra i due sestieri.

## Origine del nome

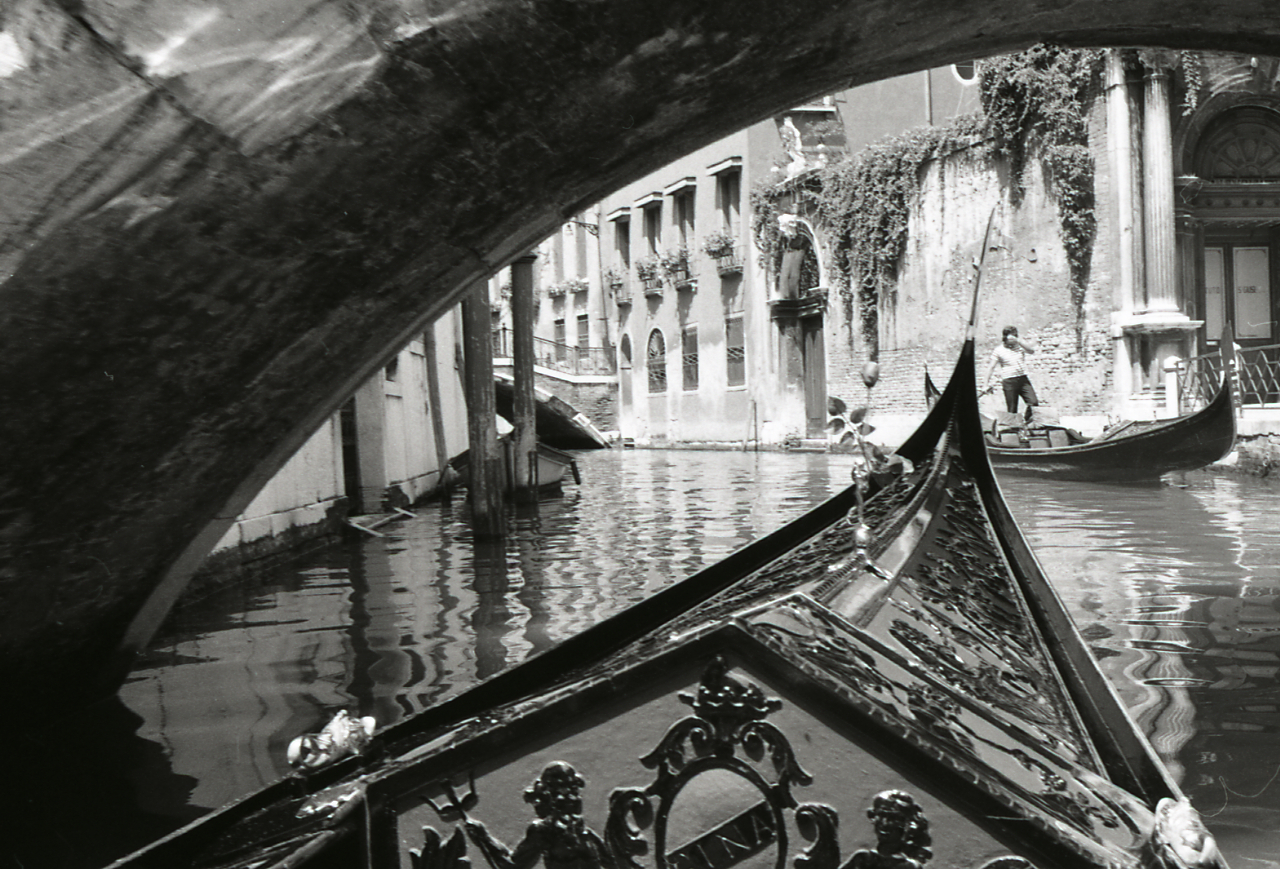
Ponte de la Guerra. Servizio fotografico Venezia 1974, Paolo Monti.

Il nome del rio viene dalla non lontana chiesa di San Giuliano con l'omonimo campo, posto nel sestiere di San Marco.

## Descrizione
Il corso d'acqua interno veneziano mette in comunicazione rio de la Canonica con il rio della Fava tra i sestieri di San Marco e Castello. Viene attraversato da quattro ponti:
- Ponte de l'Anzolo
- Ponte de la Guerra[3]
- Ponte Balbi
- Ponte de la Malvasia

## Luoghi d'interesse
- Palazzo Licini
- Palazzo Scalfarotto
- Palazzo Tasca Papafava
- Palazzo Vignola